# Rowen Fernández
Rowen Fernández (Springs, Gauteng, 28 de fevereiro de 1978) é um futebolista sul-africano, que atua como goleiro.

## Carreira
Rowen Fernández representou a Seleção Sul-Africana de Futebol, nas Olimpíadas de 2000. 
Jogou pelo Arminia Bielefeld da 2. Fußball-Bundesliga alemã e pela Seleção Sul-Africana de Futebol.